# Ministri degli affari esteri della Repubblica di Slovenia
I ministri degli esteri affari della Repubblica di Slovenia dal 1990 ad oggi sono i seguenti.

## Lista
| Ministro           | Ministro          | Ministro       | Partito                                           | Governo              | Inizio            | Fine              |
| ------------------ | ----------------- | -------------- | ------------------------------------------------- | -------------------- | ----------------- | ----------------- |
|                    |                   | Dimitrij Rupel | Unione Democratica Slovena                        | Governo Peterle      | 16 maggio 1990    | 14 maggio 1992    |
| Governo Drnovšek I | 14 maggio 1992    | Dimitrij Rupel | Unione Democratica Slovena                        | 25 gennaio 1993      |                   |                   |
|                    |                   | Alojz Peterle  | Democratici Cristiani Sloveni                     | Governo Drnovšek II  | 25 gennaio 1993   | 31 ottobre 1994   |
|                    |                   | Zoran Thaler   | Democrazia Liberale di Slovenia                   | Governo Drnovšek II  | 26 gennaio 1995   | 16 maggio 1996    |
|                    |                   | Davorin Kračun | Indipendente                                      | Governo Drnovšek II  | 19 luglio 1996    | 27 febbraio 1997  |
|                    |                   | Zoran Thaler   | Democrazia Liberale di Slovenia                   | Governo Drnovšek III | 27 febbraio 1997  | 25 settembre 1997 |
|                    |                   | Boris Frlec    | Indipendente                                      | Governo Drnovšek III | 25 settembre 1997 | 2 febbraio 2000   |
|                    |                   | Dimitrij Rupel | Democrazia Liberale di Slovenia                   | Governo Drnovšek III | 2 febbraio 2000   | 7 giugno 2000     |
|                    |                   | Alojz Peterle  | Nuova Slovenia - Partito Popolare Cristiano       | Governo Bajuk        | 7 giugno 2000     | 30 novembre 2000  |
|                    |                   | Dimitrij Rupel | Democrazia Liberale di Slovenia                   | Governo Drnovšek IV  | 30 novembre 2000  | 19 dicembre 2002  |
| Governo Rop        | 19 dicembre 2002  | Dimitrij Rupel | Democrazia Liberale di Slovenia                   | 6 luglio 2004        |                   |                   |
|                    |                   | Ivo Vajgl      | Democrazia Liberale di Slovenia                   | Governo Rop          | 6 luglio 2004     | 3 dicembre 2004   |
|                    |                   | Dimitrij Rupel | Democrazia Liberale di Slovenia                   | Governo Janša I      | 3 dicembre 2004   | 7 novembre 2008   |
|                    |                   | Samuel Žbogar  | Indipendente                                      | Governo Pahor        | 21 novembre 2008  | 20 settembre 2011 |
|                    |                   | Karl Erjavec   | Partito Democratico dei Pensionati della Slovenia | Governo Janša II     | 10 febbraio 2012  | 22 febbraio 2013  |
| Governo Bratušek   | 20 marzo 2013     | Karl Erjavec   | Partito Democratico dei Pensionati della Slovenia | 18 settembre 2014    |                   |                   |
| Governo Cerar      | 18 settembre 2014 | Karl Erjavec   | Partito Democratico dei Pensionati della Slovenia | 13 settembre 2018    |                   |                   |
|                    |                   | Miro Cerar     | LMŠ                                               | Governo Šarec        | 13 settembre 2018 | 13 marzo 2020     |
|                    |                   | Anže Logar     | Democrazia Liberale di Slovenia                   | Governo Janša III    | 13 marzo 2020     | 1º giugno 2022    |
|                    |                   | Tanja Fajon    | SD                                                | Governo Golob        | 1º giugno 2022    | in carica         |